# Klișciv, Tîvriv
Klișciv (în ucraineană Кліщів) este un sat în comuna Dovhopolivka din raionul Tîvriv, regiunea Vinnița, Ucraina.

## Demografie
Componența lingvistică a localității Klișciv
     Ucraineană (98,38%)
     Rusă (1,62%)
Conform recensământului din 2001, majoritatea populației localității Klișciv era vorbitoare de ucraineană (98,38%), existând în minoritate și vorbitori de rusă (1,62%).